# 斯莫爾日夫 (拉傑霍夫區)
50°17′49″N 25°1′5″E / 50.29694°N 25.01806°E
斯莫爾日夫（烏克蘭語：Сморжів），是烏克蘭西部的村莊，隸屬利維夫州的舍普季茨基區。該村始建於1531年，面積3.65平方公里，海拔高度195米，2001年人口935。